# George David Cummins
George David Cummins (* 11. Dezember 1822 in Smyrna, Delaware; † 26. Juni 1876 in Lutherville, Maryland) war ein amerikanischer Bischof und der Gründer der Reformierten Episkopalkirche.

## Leben
Cummins graduierte 1841 am Dickinson College. 1845 wurde er zum Diakon ordiniert und 1847 erhielt er seine Priesterweihe. Nach seiner Tätigkeit als Rektor der Bischöflichen Pfarreien in Maryland, Virginia, Washington DC und Chicago wurde er am 15. November 1866 zum Weihbischof von Kentucky der Episkopalkirche. Am 15. November 1866 wurde Cummins durch John Henry Hopkins sowie Benjamin Bosworth Smith und Henry Washington Lee zum Bischof geweiht.
Als überzeugter Anhänger der reformierten Lehre, trat Cummins in Opposition zum Einfluss des Ritualismus und die anglo-katholischen Oxford-Bewegung in der Episkopalkirche. Am 10. November 1873 gab er seinen Austritt aus der Episkopalkirche bekannt, gründete am 2. Dezember 1873 die Reformierte Episkopalkirche in New York City und weihte am 14. Dezember 1873 Charles Edward Cheney zum zweiten Bischof der neuen Kirche. Am 24. Juni 1874 hat ihn die Episkopalkirche offiziell abgesetzt.
Cummins heiratete am 24. Juni 1847 und hatte mit Alexandrina Macomb mehrere Kinder.